# Biscutella controversa
Biscutella controversa är en korsblommig växtart som beskrevs av Alexandre Boreau. Biscutella controversa ingår i släktet Biscutella och familjen korsblommiga växter. Inga underarter finns listade i Catalogue of Life.